# Sloanea mexicana
Sloanea mexicana är en tvåhjärtbladig växtart som beskrevs av Paul Carpenter Standley. Sloanea mexicana ingår i släktet Sloanea och familjen Elaeocarpaceae. Inga underarter finns listade i Catalogue of Life.